# Aeroportul Nancy-Essey
Aeroportul Nancy-Essey (IATA: ENC, ICAO: LFSN) este un aeroport din Tomblaine⁠(d), Cantonul Tomblaine, Arondismentul Nancy, Meurthe-et-Moselle, Grand Est, Franța metropolitană, Franța ce deservește zona Nancy. Aeroportul a fost tranzitat în 2019 de 1.952 de pasageri. A fost numit după zona deservită.
Situat la o altitudine de 229 m, aeroportul dispune de o singură pistă.